# Князь императорской крови
Князь императорской крови, княжна императорской крови (обычно титул употреблялся сокращённо: «князь крови», «князь» с именем и отчеством) — в широком смысле все члены императорского дома, согласно Табели о рангах, они имеют при всяких случаях председательство над всеми князьями и «высокими служителями российского государства», в более узком и чаще употребляемом значении — с 1797 года титул более дальних потомков российских императоров, нежели их правнуки, а с 1885 года — нежели внуки (правнуки, правнучки, праправнуки, праправнучки и, теоретически, далее).

## Учреждение титула
Введён Именным указом императора Александра III 24 января 1885 года с целью ограничить круг лиц, имеющих право на титул «великий князь»: к началу 1880-х годов дом Романовых (потомство Николая I) был уже многочисленным, между тем каждый великий князь по законам требовал денежного содержания, соответствующего его титулу, особых почестей, военных подразделений, над которыми он шефствовал и т.п. Статус закреплялся новым «Учреждением об Императорской Фамилии», выработанным особой комиссией под председательством великого князя Владимира Александровича и Высочайше утверждённым 2 июля 1886 года.
Титул был введён после того, как первый внук одного из императоров (чей отец при этом сам не царствовал) — Константин Константинович (К. Р.) — вступил в брак в 1884 году. Его первенец Иоанн Константинович, родившийся в 1886 году, первым получил титул князя императорской крови с титулом высочества. За ним последовали его братья и сёстры, дети Александра Михайловича, дети Петра Николаевича и т. п.

## Титулование
Князья и княжны императорской крови, в отличие от великих князей, титуловались не «Его (Её) Императорское Высочество», а просто «Его (Её) Высочество» (правнучки, правнуки и старшие сыновья последних) или «Его (Её) Светлость» (прочие дети правнуков). Фактически титул княжны крови с именованием светлости принадлежал только Екатерине Иоанновне (1915—2007).
В отличие от великих князей и княжон, князья и княжны крови, имевшие титул высочества, награждались орденами Андрея Первозванного (мальчики) и св. Екатерины (девочки) не при крещении, а по достижении совершеннолетия (устанавливалось в 20 лет или со дня вступления в брак). Князья и княжны крови, имевшие титул светлости, должны были награждаться орденами на общих основаниях (по указу императора). В то же время за царствующим Императором имелось право пожалования титула «Императорское Высочество» дальним родственникам.

## Герб

### Герб Их Высочеств, Князей Крови Императорской, правнуков Императора
«Большой герб Их Высочеств есть тот же, как и герб внуков Государя Императора» (повторяющий средний Государственный герб), «но щитодержатели оного, вместо золотых, чёрные единороги, с золотыми рогами и копытами, с червлёными глазами и языками».

Большой герб правнуков Императора

«Их малый герб есть тот же, как и герб внуков Государя Императора» (повторяющий малый Государственный герб в щите, с прибавлением к оному каймы из герба Рода Романовых, увенчанном шлемом Святого Великого Князя Александра Невского, с намётом чёрным с золотом. Нашлемник, под древней Царской короной, есть возникающий двоеглавый Российский орёл), «но возникающий на шлеме двоеглавый Российский орёл не имеет герба на груди», равно как и на крыльях.

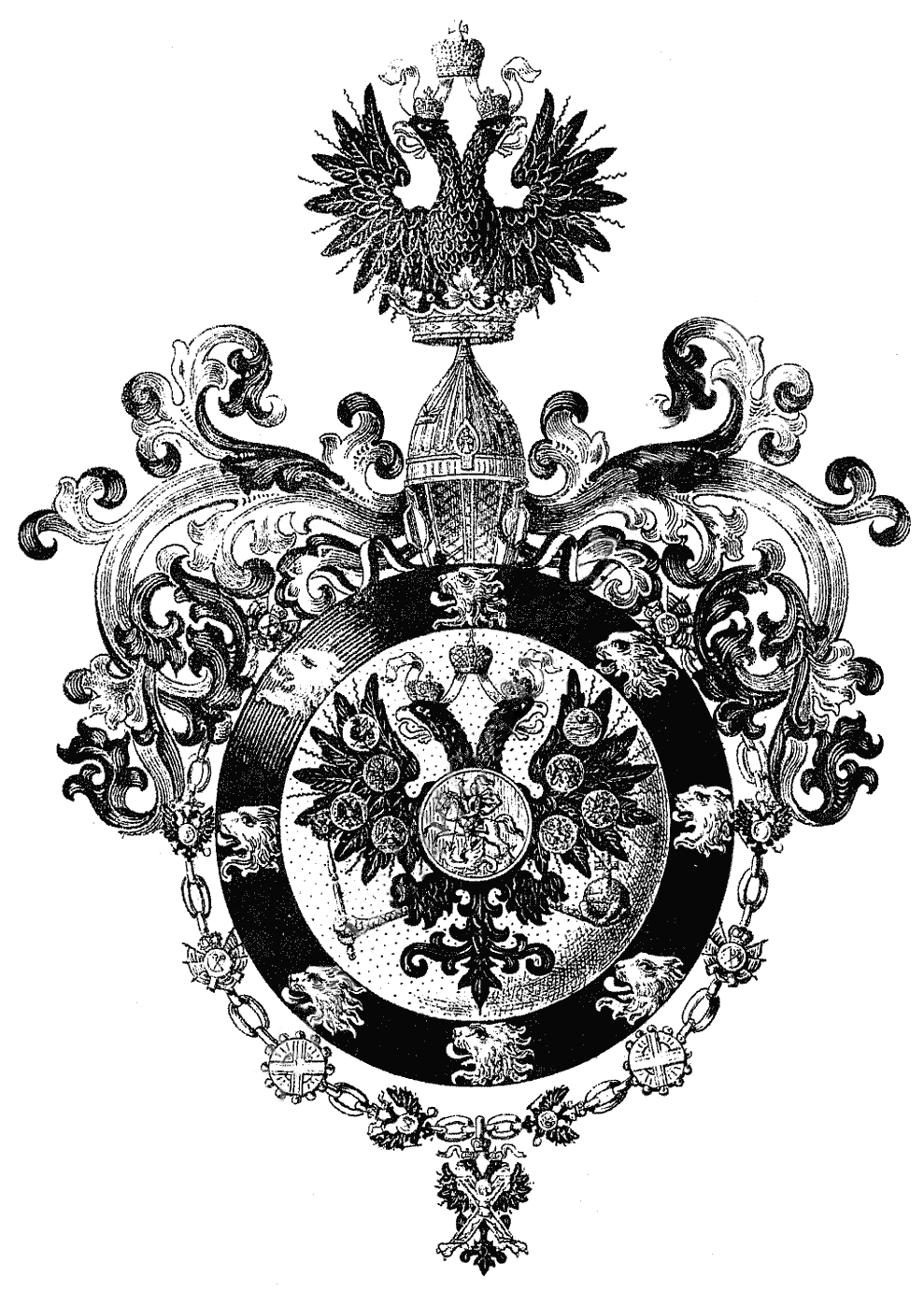
Малый герб правнуков Императора

Эти гербы до 1917 года носили Князья Крови Императорской:
1. Иоанн Константинович
2. Гавриил Константинович
3. Константин Константинович-младший
4. Олег Константинович
5. Игорь Константинович
6. Георгий Константинович
7. Роман Петрович
8. Андрей Александрович
9. Фёдор Александрович
10. Никита Александрович
11. Дмитрий Александрович
12. Ростислав Александрович
13. Василий Александрович

### Герб Их Высочеств, Княжён Крови Императорской, правнучек Императора
«Большой герб Их Высочеств, правнук Императора, сходен с гербом дочерей Императора» (малый Государственный герб, в щите ромбоидальной формы, увенчанном Императорской короной и украшенном пальмами и знаками ордена Святой Великомученицы Екатерины. Герб окружён Императорской сенью; над оною Императорская корона) «, с той лишь разницей, что щитодержателями чёрные единороги, с золотыми рогами копытами, с червлёными глазами и языками»

Большой герб правнучек Императора

«Малый герб Их Высочеств есть тот же, как и большой, но без гербов на крыльях орла, без щитодержателей и сени»

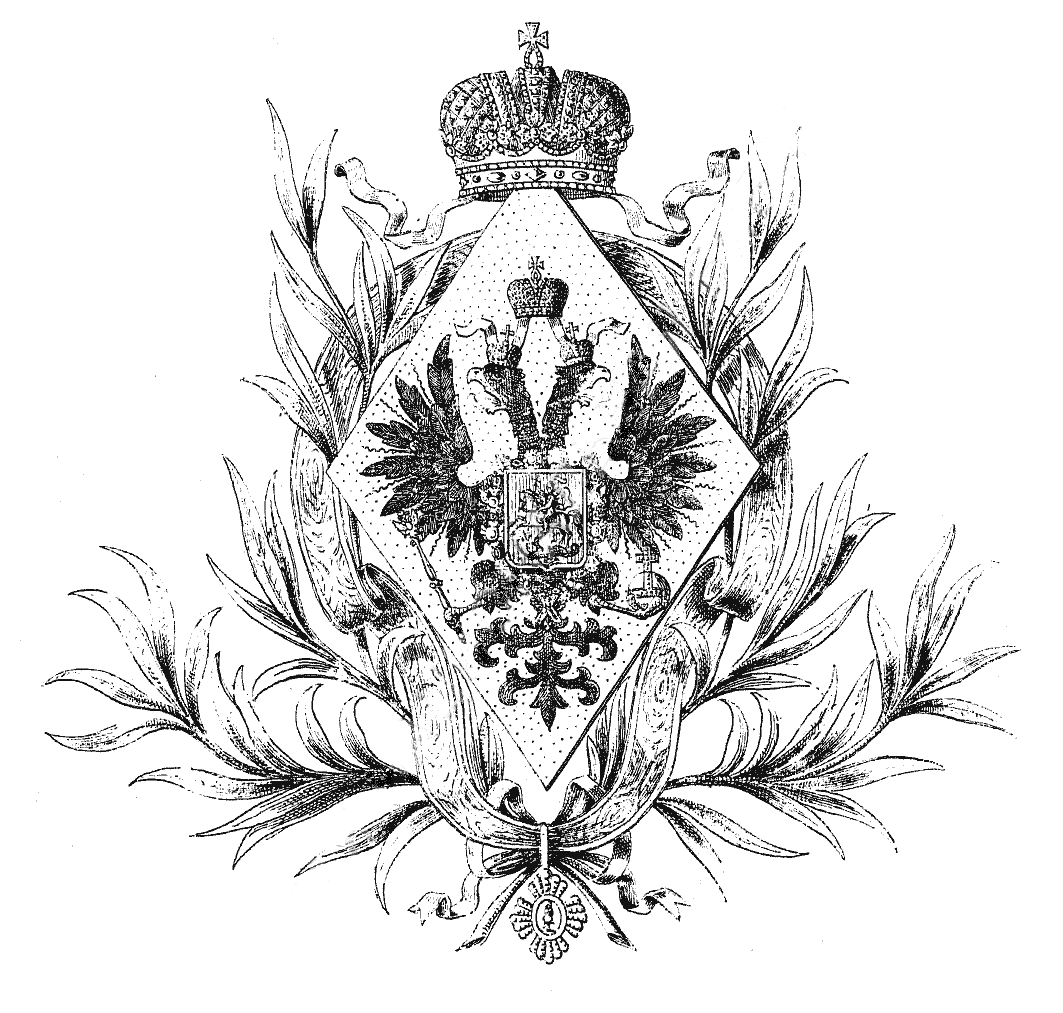
Малый герб правнучек Императора

Эти гербы до 1917 года носили Княжны Крови Императорской:
1. Татьяна Константиновна
2. Наталия Константиновна
3. Вера Константиновна
4. Марина Петровна
5. Надежда Петровна
6. Софья Петровна
7. Нина Георгиевна
8. Ксения Георгиевна
9. Ирина Александровна
10. Мария Кирилловна
11. Кира Кирилловна

### Герб Их Высочеств и Их Светлостей, Князей Крови Императорской, праправнуков Императора
«Большой герб Их Высочеств и Их Светлостей есть тот же, как и герб правнуков Государя Императора, но щитодержатели золотые грифы, с червлёными глазами и языками».

Большой герб праправнуков Императора

«Их малый герб есть тот же, как и герб правнуков Государя Императора, но в щите двоеглавый Российский орёл не имеет на крыльях гербов Царств и Великих Княжеств».

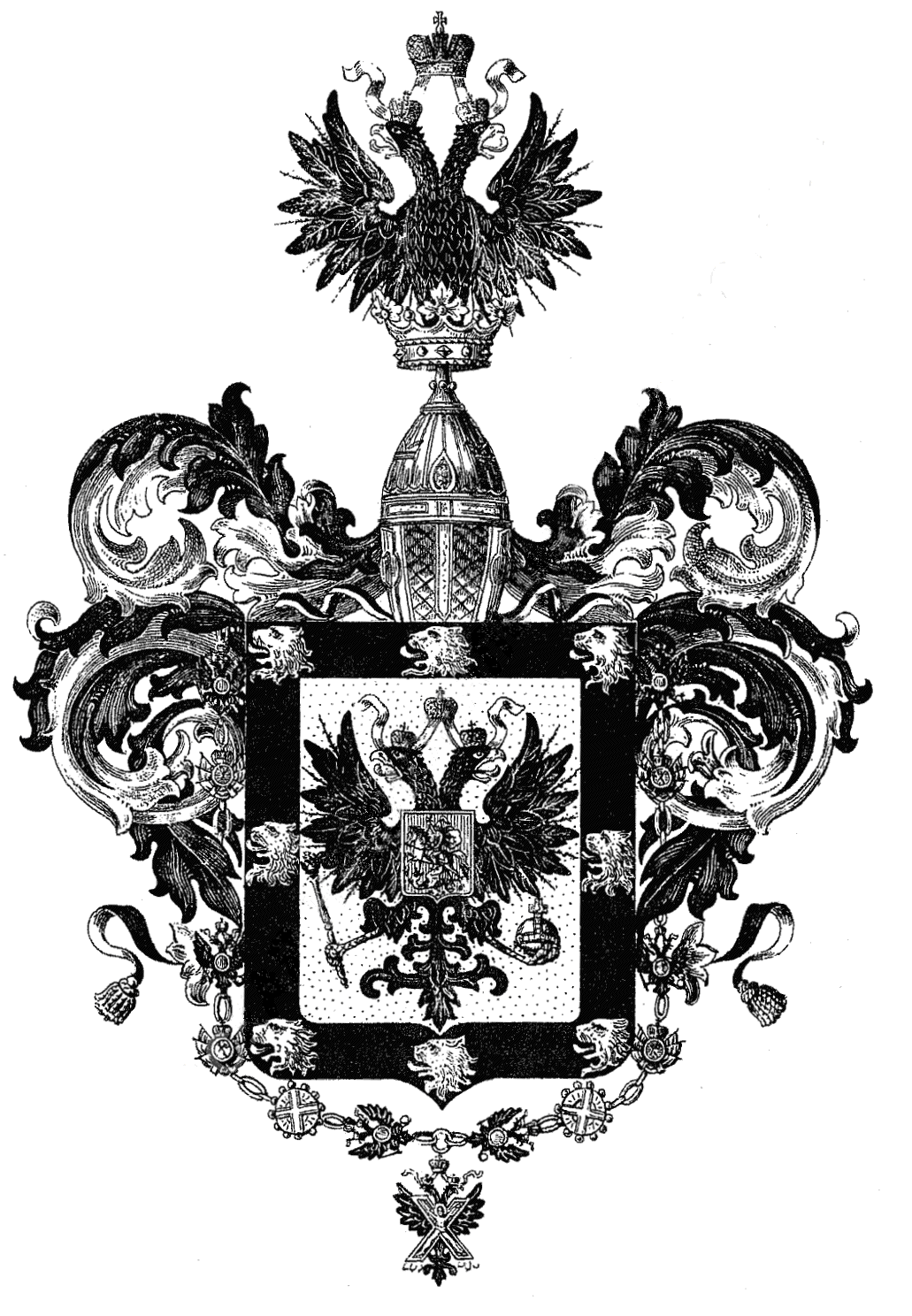
Малый герб праправнуков Императора

Единственный носитель этих гербов до 1917 года Князь Крови Императорской с предикатом Высочество:
1. Всеволод Иоаннович

### Герб Их Светлостей, Княжён Крови Императорской, праправнучек Императора
«Большой герб Их Светлостей, праправнук Императора, сходен с гербом дочерей Императора, но без гербов на крыльях орла, и щитодержателями оного золотые грифы, с червлёными глазами и языками».

Большой герб праправнучек Императора

«Малый герб Их Светлостей есть тот же, как и большой Их герб, но без щитодержателей и сени с прибавлением к гербу каймы из герба Рода Романовых».

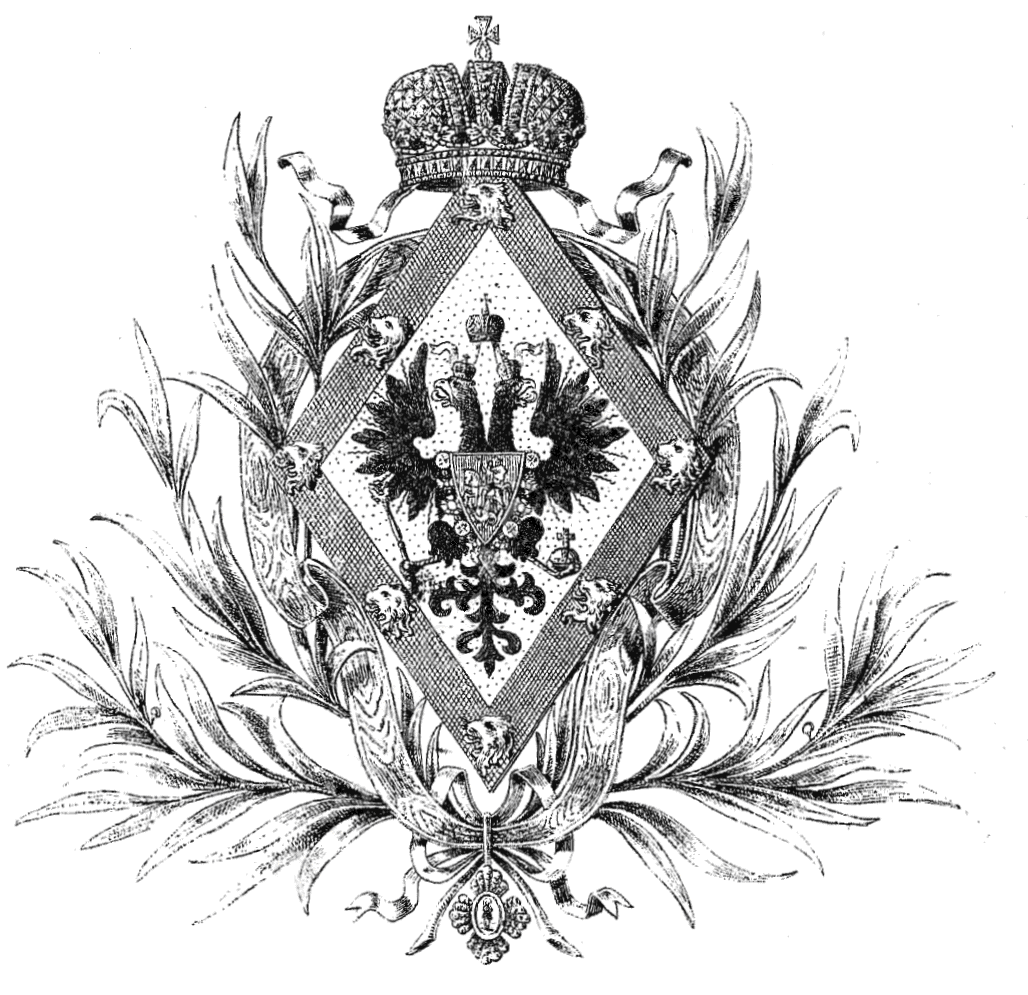
Малый герб праправнучек Императора

Единственная носительница этих гербов до 1917 года Княжна Крови Императорской:
Екатерина Иоанновна

### Герб Их Высочеств и Их Светлостей, Князей Крови Императорской, сыновей праправнуков Императора и их нисходящих в мужском поколении
«Большой герб Их Высочеств и Их Светлостей есть также щит с двоеглавым Российским орлом, но без гербов на груди и крыльях, щитодержателями чёрные грифы, с золотыми клювами и когтями, с чёрными глазами и языками; вместо Императорской сени золотая мантия, усеянная Российскими двоеглавыми орлами, подложенная горностаем».

Большой герб мужского потомства праправнуков Императора

«Их малый герб есть тот же, как и большой, только без щитодержателей и мантии. На шлеме возникающий двоеглавый Российский орёл, без гербов на груди и крыльях».

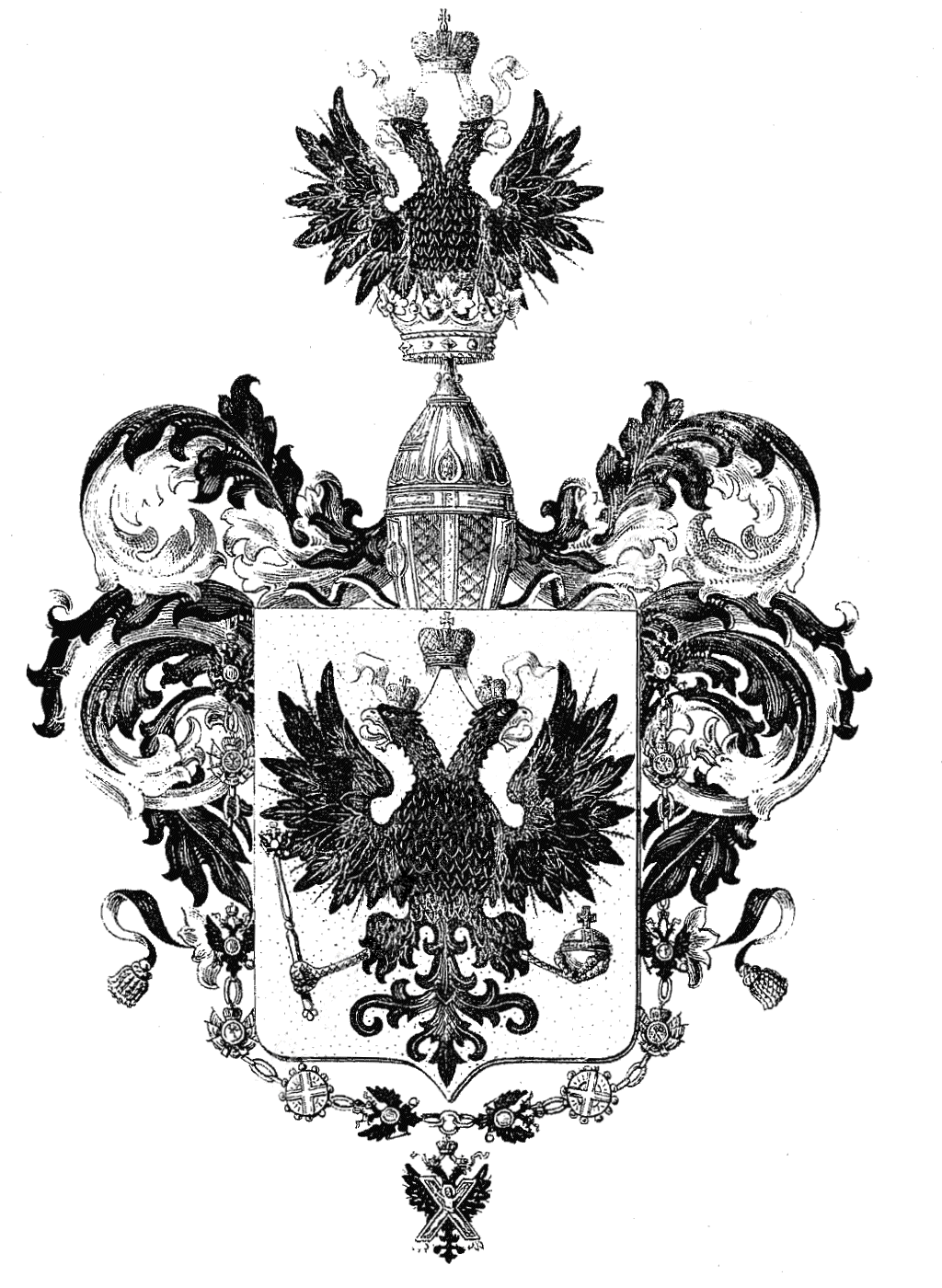
Малый герб мужского потомства праправнуков Императора

До 1917 года носителей этих гербов не было.

### Герб Их Светлостей, Княжён Крови Императорской, дочерей праправнуков Императора и последующих Князей Крови Императорской
«Большой герб Их Светлостей есть двоеглавый Российский орёл без гербов на груди и крыльях, в щите ромбоидальной формы, под Императорскою короною. Щит украшен пальмами и знаками ордена Святой Великомученицы Екатерины. Щитодержатели суть два чёрные грифы, с червлёными глазами и языками; вместо Императорской сени золотая мантия, усеянная двоеглавыми орлами, подложенная горностаем».

Большой герб женского потомства праправнуков Императора

«Малый герб Их Светлостей есть тот же, как и большой, только без щитодержателей и мантии».

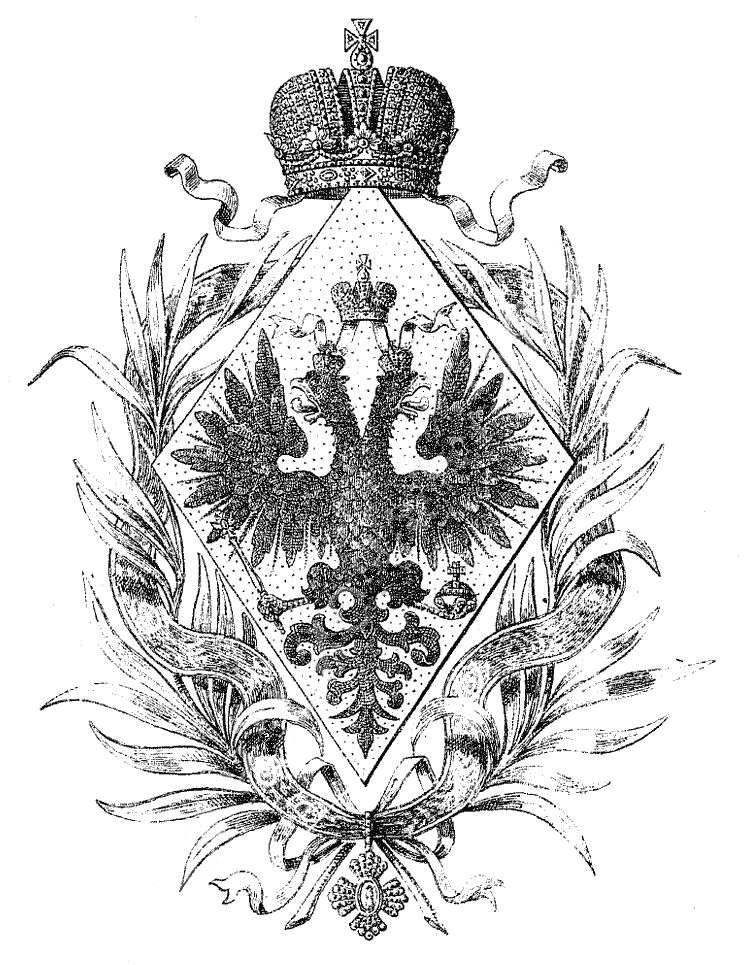
Малый герб женского потомства праправнуков Императора

До 1917 года носительниц этих гербов не было.

## Браки князей крови
Жена князя императорской крови титуловалась Её Высочеством и княгиней; только один из них (уже упомянутый Иоанн Константинович) вступил до революции в династический (равнородный) брак, с Еленой Петровной, дочерью сербского короля. Сын и дочь Иоанна и Елены — Всеволод, родившийся в 1914 году, и Екатерина, родившаяся в 1915 — единственные праправнуки императоров, имевшие этот титул; Её Светлость Княжна Екатерина Иоанновна, умершая в 2007 г. — последняя княжна императорской крови и член императорской фамилии, 55-я позиция в календаре.
С 1911 года князьям и княжнам императорской крови было официально разрешено вступать в неравнородные браки, с сохранением прав членов Императорской Фамилии, но при условии отказа от прав наследования престола. Этим правом воспользовались:
- в 1911 г. княжна Татьяна Константиновна, вышедшая за князя К. А. Багратион-Мухранского;
- в 1914 г. княжна Ирина Александровна, вышедшая за князя Ф. Ф. Юсупова;

После революции уцелевшие представители Дома Романовых оказались в эмиграции. Не имея возможности выбирать супруг из европейских владетельных домов, большинство князей крови императорской вступило в браки с представительницами известных российских аристократических семей (Куракины, Орловы, Чавчавадзе, Шереметевы, Воронцовы-Дашковы, Кутузовы, Голицыны), однако при этом формального отречения от права престолонаследия не последовало. Сами эти браки подпадали под действия статей 36 и 188 Свода законов Российской Империи, и потомство от этих союзов не может получить право на престол и другие права, принадлежащие Членам Императорской Фамилии.

## Современное использование титула
Последним князем крови императорской был Владимир Кириллович, родившийся в 1917 г., уже после свержения монархии, и поэтому не объявленный таковым законодательно (но старшие его сёстры Мария и Кира, родившиеся до революции, являлись княжнами императорской крови). После того, как его отец Кирилл Владимирович в 1924 году провозгласил себя «императором Кириллом I», Владимир Кириллович стал титуловаться великим князем (и не стал провозглашать себя императором и после смерти отца в 1938 г.), а его сёстры, дочери Кирилла — великими княжнами.
Все родившиеся после 1917 года мужские и женские потомки представителей дома Романовых произошли от неравнородных браков, однако они сохранили за собой и носят титул князя (княгини) крови императорской (чаще — просто князя или княгини Романовы), хотя по Основным законам Российской Империи ст.36 и 188 не могут сообщить своим потомкам прав на какие-либо титулы членов Российского Императорского Дома.После перехода в Православие в 2013 г. Принц Карл-Эмих Лейнингенский, как правнук Императора Кирилла Владимировича принял титул Князя Императорской Крови, в соответствии со статьёй 147 Основных государственных законов Российской Империи, но при этом данная статья утверждает, что титул «принадлежит правнукам Императора, от мужеского поколения происшедшим», в то время как Карл-Эмих Лейнингенский произошёл от женского поколения (от дочери Кирилла Владимировича, Марии Кирилловны), и, соответственно, не может получить от неё каких-либо титулов.